# 池田園駅
池田園駅（いけだえんえき）は、かつて北海道（渡島総合振興局）亀田郡七飯町字軍川（いくさがわ）にあった北海道旅客鉄道（JR北海道）函館本線（通称：砂原支線）の駅（廃駅）である。電報略号はイタ。駅番号はN71。事務管理コードは▲140151。本項では、函館本線の駅が開設される以前当地に所在し廃止された、大沼電鉄の同名の駅についても述べる。

## 歴史
大沼電鉄池田園駅については後項も参照。

### 年表
- 1945年（昭和20年）6月1日：国有鉄道函館本線（砂原線）大沼駅 - 渡島砂原駅間開通に伴い開業[4][5]。一般駅。
- 1949年（昭和24年）6月1日：日本国有鉄道法施行に伴い、日本国有鉄道（国鉄）に継承。
- 1962年（昭和37年）1月21日：貨物扱い廃止[6]。
- 1971年（昭和46年）10月26日：荷物扱い廃止[7]。同時に無人化[8][7][9]。簡易委託駅となる。
- 年月日不詳：交換設備廃止。
- 1980年（昭和55年）3月：駅舎改築[6]。
- 1987年（昭和62年）4月1日：国鉄分割民営化に伴い、北海道旅客鉄道（JR北海道）に継承。
- 年月日不詳[注 1]：簡易委託廃止、完全無人化。
- 2007年（平成19年）10月1日：駅ナンバリングを実施[JR北 2]。
- 2020年（令和2年）7月2日：JR北海道から函館支社長名で七飯町に対し、当駅他3駅を廃止するか町が管理するか、方針を示してほしい旨書面で協議[10]。その後、同月10日付で七飯町は「当該3駅をそのまま維持管理していくことは困難」と回答[10]。
- 2021年（令和3年）
  - 1月20日：当駅他3駅の見直しについて、地域住民に説明会[10]。
  - 6月15日：七飯町が大沼地域の町内会長と観光団体2団体に対して、当駅他3駅の廃止容認の考えを伝える[10]。
  - 9月13日：JR北海道から社長名で七飯町に対し、当駅他3駅の廃止について正式に文書で通知[11]。
  - 9月18日：同日付『北海道新聞』で、当駅を2022年春実施予定のダイヤ改正での廃止を検討している旨が報道される[新聞 1]。
- 2022年（令和4年）3月12日：利用客減少とダイヤ改正に伴い廃止[JR北 1]。

### 駅名の由来
池田淳という人物が1897年（明治30年）に北海道庁を退き当地の開拓に尽力し、附近一帯を大沼国定公園に付随させ公園にしようという計画を持っていたため、その功績をたたえて地名となったもの。
また、旧大沼電鉄の駅の旧名「鬼柳」（後述）は、軍川村時代の旧字名であり、次のような伝説が伝えられている。

## 駅構造
島式ホーム（片面使用）1面1線を有した地上駅。ホームは線路の北側（森方面に向かって左手側、旧上り線ホーム）に存在した。転轍機を持たない棒線駅となっていた。かつては島式ホーム1面2線を有する列車交換可能な交換駅であった。1983年（昭和58年）4月時点では駅舎寄りが上り線、駅舎と反対側が下り及び上り待避用の線であった。そのほか下り線の大沼方に安全側線を有した。交換設備運用廃止後は線路は側線を含め1993年（平成5年）3月までには撤去された。転轍機の形状は旧上り線（現行の線）からの方開き分岐であった。
大沼駅管理（夜間連絡先は森駅）の無人駅となっていた。駅舎は構内の南側に位置しホームとは跨線橋で連絡していた。有人駅時代の駅舎は改築され、外壁にサイディングボードが張られ、緩勾配の屋根を持つ簡易駅舎となっていて駅舎内にトイレを有していた。
駅附近の流山温泉駅方に北海道内で一番短いトンネルである池田園トンネルがあり、その地点が砂原線のサミット（標高137.7m）に近い。

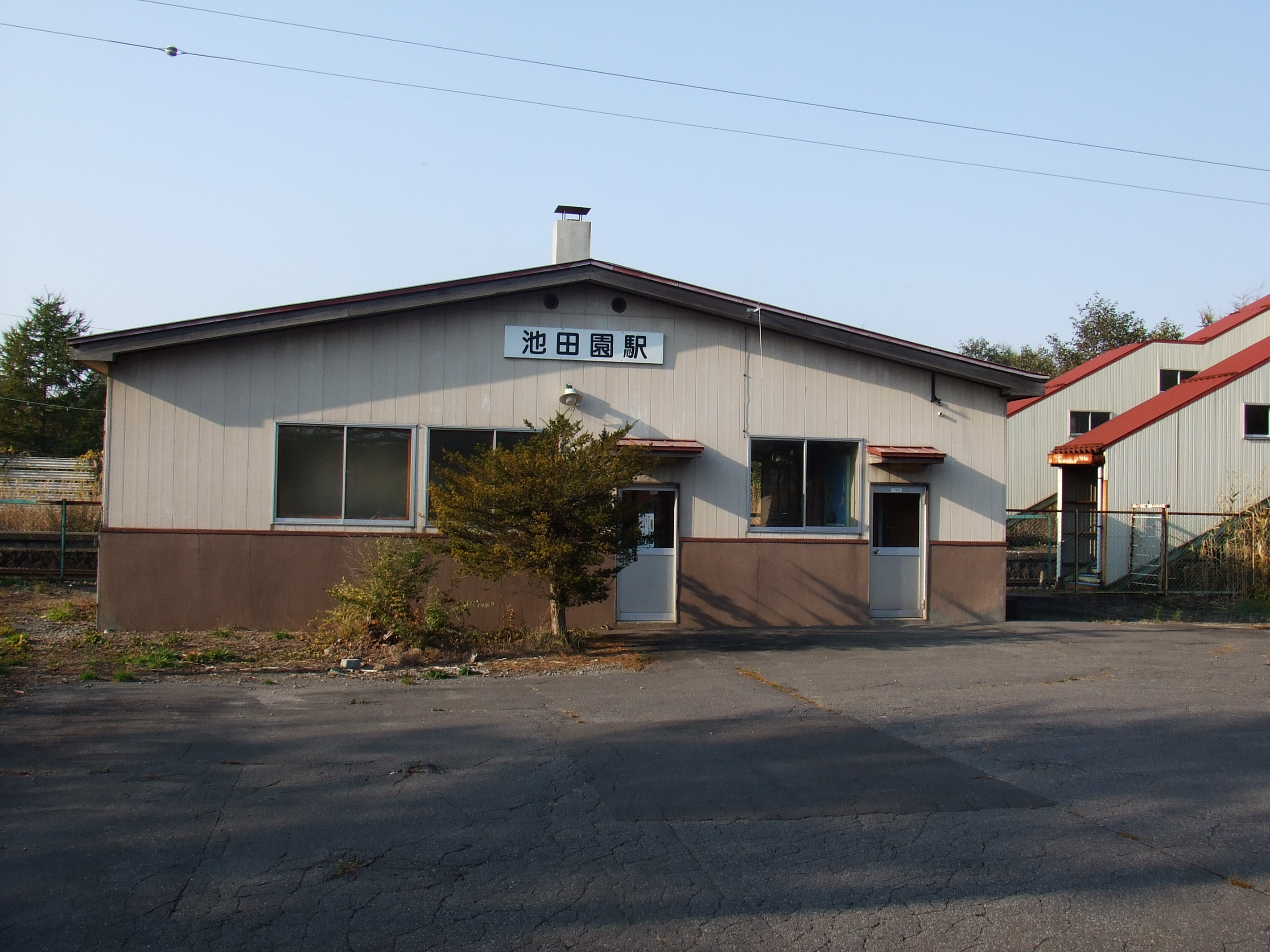
駅舎（2008年10月）
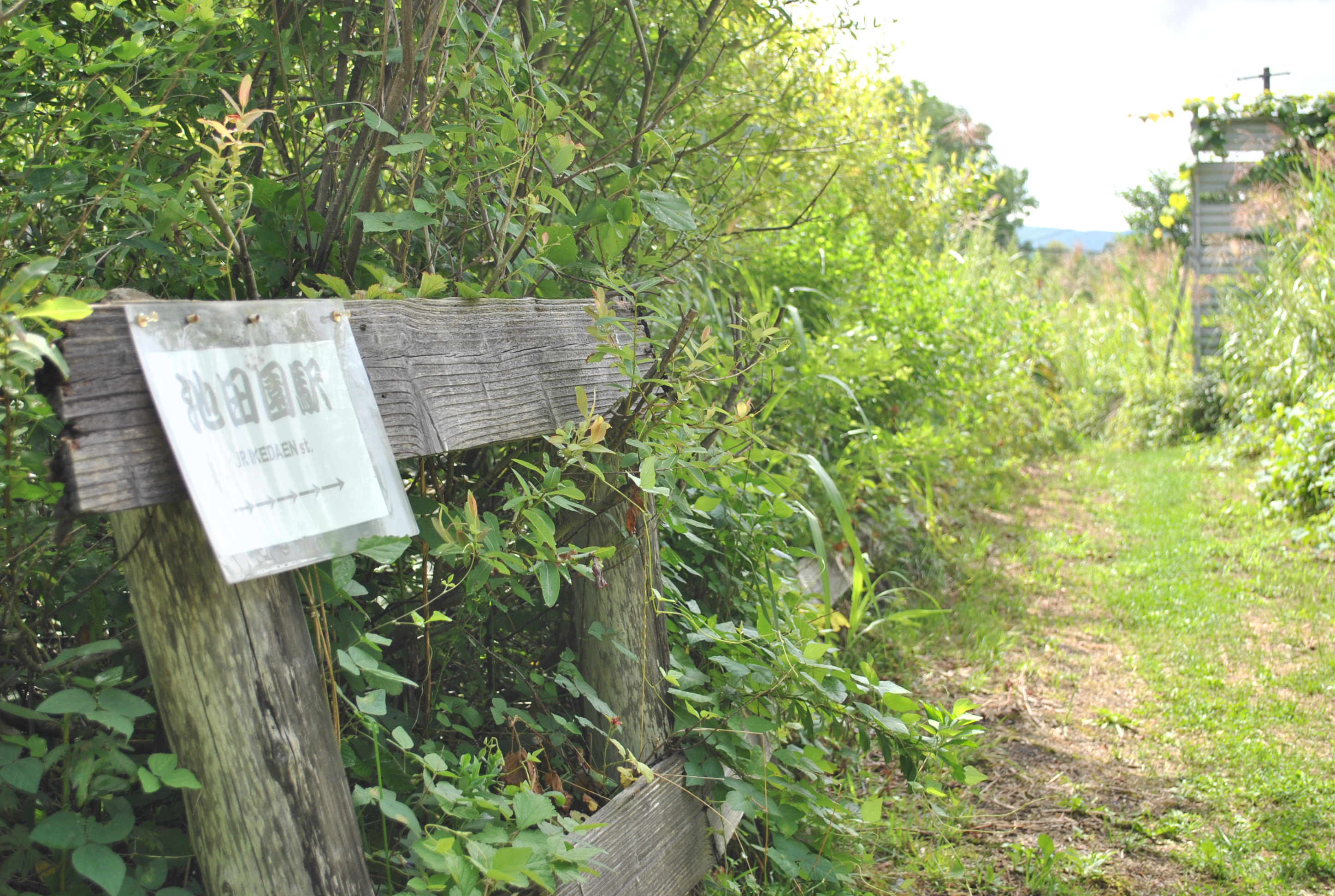
大沼公園側入口（2012年8月）
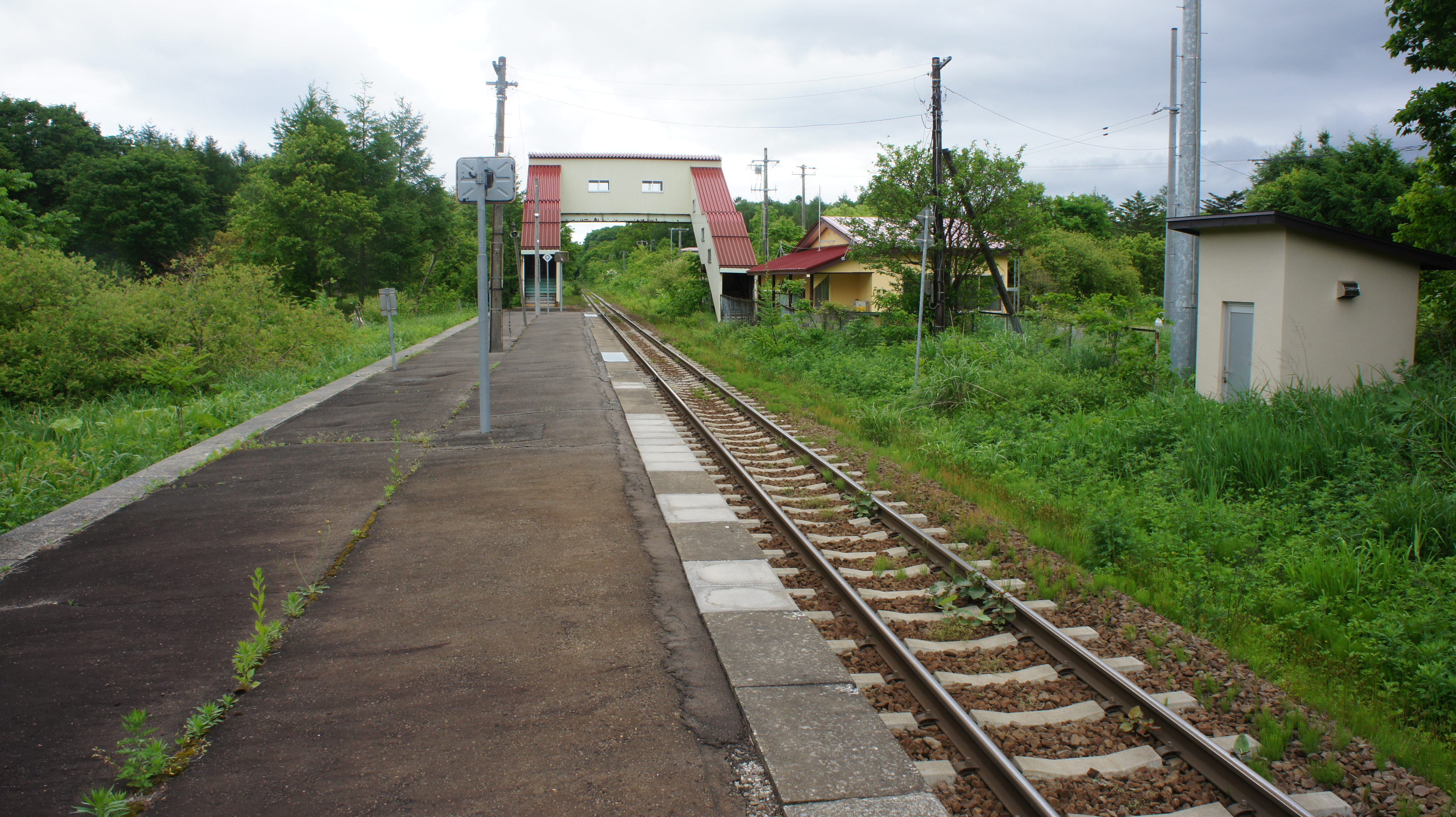
ホーム（2018年6月）
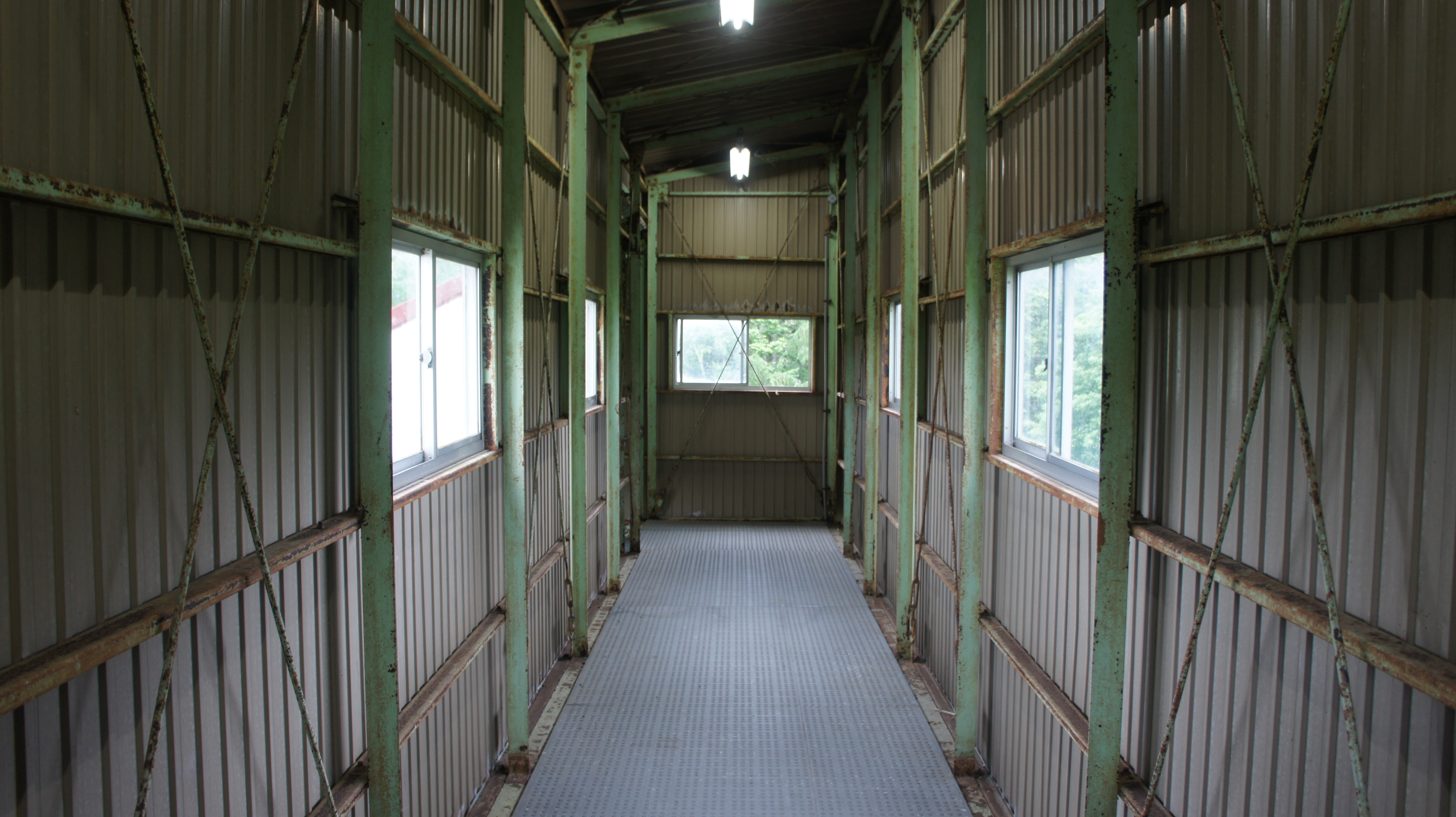
跨線橋（2018年6月）

## 利用状況
乗車人員の推移は以下の通り。年間の値のみ判明している年度は日数割で算出した参考値を括弧書きで示す。出典が「乗降人員」となっているものについては1/2とした値を括弧書きで乗車人員の欄に示し、備考欄で元の値を示す。
また、「JR調査」については、当該の年度を最終年とする過去5年間の各調査日における平均である。
| 年度               | 乗車人員（人） | 乗車人員（人） | 乗車人員（人） | 出典            | 備考                                        |
| 年度               | 年間           | 1日平均        | JR調査         | 出典            | 備考                                        |
| ------------------ | -------------- | -------------- | -------------- | --------------- | ------------------------------------------- |
| 1946年（昭和21年） | 36,973         | (101.3)        |                | [ 9 ]           |                                             |
| 1947年（昭和22年） | 42,007         | (114.8)        |                | [ 9 ]           |                                             |
| 1948年（昭和23年） | 48,313         | (132.4)        |                | [ 9 ]           |                                             |
| 1949年（昭和24年） | 45,905         | (125.8)        |                | [ 9 ]           |                                             |
| 1950年（昭和25年） | 44,076         | (120.8)        |                | [ 9 ]           |                                             |
| 1951年（昭和26年） | 45,550         | (124.5)        |                | [ 9 ]           |                                             |
| 1952年（昭和27年） | 16,846         | (46.2)         |                | [ 9 ]           |                                             |
| 1953年（昭和28年） | 15,573         | (42.7)         |                | [ 9 ]           |                                             |
| 1954年（昭和29年） | 17,328         | (47.5)         |                | [ 9 ]           |                                             |
| 1955年（昭和30年） | 22,375         | (61.1)         |                | [ 9 ]           |                                             |
| 1956年（昭和31年） | 22,348         | (61.2)         |                | [ 9 ]           |                                             |
| 1957年（昭和32年） | 24,190         | (66.3)         |                | [ 9 ]           |                                             |
| 1958年（昭和33年） | 24,198         | (66.3)         |                | [ 9 ]           |                                             |
| 1959年（昭和34年） | 22,400         | (61.2)         |                | [ 9 ]           |                                             |
| 1960年（昭和35年） | 21,363         | (58.5)         |                | [ 9 ]           |                                             |
| 1961年（昭和36年） | 15,741         | (43.1)         |                | [ 9 ]           |                                             |
| 1962年（昭和37年） | 15,710         | (43.0)         |                | [ 9 ]           |                                             |
| 1963年（昭和38年） | 16,471         | (45.0)         |                | [ 9 ]           |                                             |
| 1964年（昭和39年） | 15,282         | (41.9)         |                | [ 9 ]           |                                             |
| 1965年（昭和40年） | 14,522         | (39.8)         |                | [ 9 ]           |                                             |
| 1966年（昭和41年） | 12,542         | (34.4)         |                | [ 9 ]           |                                             |
| 1967年（昭和42年） | 11,783         | (32.2)         |                | [ 9 ]           |                                             |
| 1975年（昭和50年） |                | 50             |                | [ 19 ] [ 注 2 ] | 以下、『七飯町史 続刊』の数値はすべて概数。 |
| 1976年（昭和51年） |                | 40             |                | [ 19 ] [ 注 2 ] |                                             |
| 1977年（昭和52年） |                | 40             |                | [ 19 ] [ 注 2 ] |                                             |
| 1978年（昭和53年） |                | 34             |                | [ 20 ]          |                                             |
| 1979年（昭和54年） |                | 20             |                | [ 19 ] [ 注 3 ] |                                             |
| 1980年（昭和55年） |                | 20             |                | [ 19 ] [ 注 3 ] |                                             |
| 1981年（昭和56年） |                | 20             |                | [ 19 ] [ 注 3 ] |                                             |
| 1982年（昭和57年） |                | 20             |                | [ 19 ] [ 注 3 ] |                                             |
| 1983年（昭和58年） |                | 20             |                | [ 19 ] [ 注 3 ] |                                             |
| 1984年（昭和59年） |                | 20             |                | [ 19 ] [ 注 3 ] |                                             |
| 1985年（昭和60年） |                | 20             |                | [ 19 ] [ 注 3 ] |                                             |
| 1986年（昭和61年） |                | 10             |                | [ 19 ] [ 注 3 ] |                                             |
| 1987年（昭和62年） |                | 10             |                | [ 19 ] [ 注 3 ] |                                             |
| 1988年（昭和63年） |                | 20             |                | [ 19 ] [ 注 3 ] |                                             |
| 1989年（平成元年） |                | 20             |                | [ 19 ] [ 注 3 ] |                                             |
| 1990年（平成02年） |                | 10             |                | [ 19 ] [ 注 3 ] |                                             |
| 1991年（平成03年） |                | 10             |                | [ 19 ] [ 注 3 ] |                                             |
| 1992年（平成04年） |                | 20             |                | [ 19 ] [ 注 3 ] |                                             |
| 1993年（平成05年） |                | 10             |                | [ 19 ] [ 注 3 ] |                                             |
| 1994年（平成06年） |                | 10             |                | [ 19 ] [ 注 3 ] |                                             |
| 1995年（平成07年） |                | 10             |                | [ 19 ] [ 注 3 ] |                                             |
| 1996年（平成08年） |                | 10             |                | [ 19 ] [ 注 3 ] |                                             |
| 1997年（平成09年） |                | 10             |                | [ 19 ] [ 注 3 ] |                                             |
| 1998年（平成10年） |                | 10             |                | [ 19 ] [ 注 3 ] |                                             |
| 1999年（平成11年） |                | 10             |                | [ 19 ] [ 注 3 ] |                                             |
| 2015年（平成27年） |                |                | 「10名以下」   | [ JR北 3 ]      |                                             |
| 2017年（平成29年） |                |                | 1.6            | [ 21 ]          |                                             |
| 2018年（平成30年） |                |                | 2.2            | [ 22 ]          |                                             |
| 2019年（令和元年） |                |                | 「3名以下」    | [ JR北 4 ]      |                                             |
| 2020年（令和2年）  |                |                | 「3名以下」    | [ JR北 5 ]      |                                             |

## 駅周辺
- 北海道道43号大沼公園鹿部線

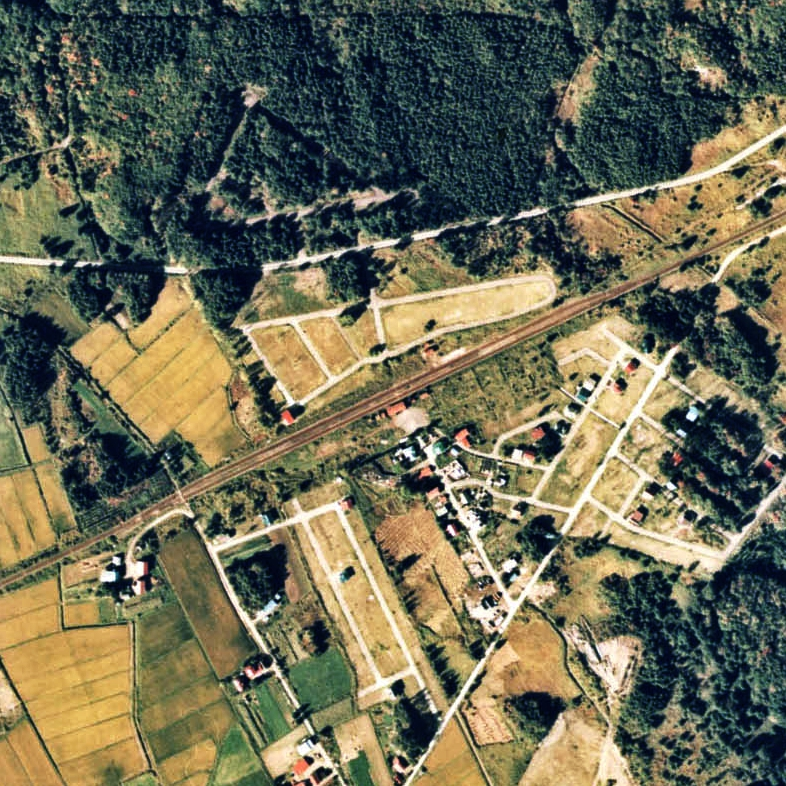
1976年の池田園駅と周囲約750m範囲。左が大沼方面。

- 大沼湖畔周遊道路（北海道道338号大沼公園線） - 一部区間に大沼電鉄の線路跡が再利用されている[17]。
- 大沼
- 大沼公園ユースホステル
- 函館七飯スノーパーク
- 七飯町立大沼岳陽学校
- 軍川簡易郵便局
- 光現寺
- 大信寺
- 函館バス「軍川本村」停留所 - 道道43号線沿い。

## 大沼電鉄

### 歴史
- 1929年（昭和4年）1月5日：大沼電鉄大沼駅（後の大沼公園駅） - 新本別駅（後の宮の浜駅）間開通に伴い鬼柳駅（おにやなぎえき）として開業[5]。
- 年月日不詳：池田園駅に改称[5]。
- 1945年（昭和20年）5月31日：大沼電鉄の廃線に伴い廃止となる。

### 駅跡
大沼電鉄の池田園駅は、現在のJR池田園駅の東側に位置していた。
1999年（平成11年）時点で駅施設自体の痕跡は何もないが、2010年（平成22年）時点では駅の硫黄積み込み施設、或いは索道施設と思われる擁壁が苔に覆われて残存していた。

## 隣の駅
北海道旅客鉄道（JR北海道）
■函館本線（砂原支線）
大沼駅 (H68) - 池田園駅 (N71) - 流山温泉駅 (N70)

### かつて存在した路線
大沼電鉄
大沼電鉄線（戦前）
大八湾駅 - 池田園駅 - 銚子口駅